# Molières 2019
La 31e cérémonie des Molières se déroule le 13 mai 2019 aux Folies Bergère à Paris. Elle est retransmise sur France 2 et présentée par Alex Vizorek.
Les nommés sont connus le 2 avril 2019 lors d'une conférence de presse organisée à la mairie de Paris.
Aucun homme n'est nommé pour le Molière de l'humour lors de cette édition.

## Palmarès
Les nommés et lauréats sont : 

### Molière du comédien dans un spectacle de théâtre public
- François Morel, dans J'ai des doutes, de Raymond Devos et François Morel, mise en scène François Morel
  - Mathieu Amalric, dans La Collection, d'Harold Pinter, mise en scène Ludovic Lagarde
  - Grégori Baquet, dans Hamlet, de William Shakespeare, adaptation Xavier Lemaire et Camilla Barnes, mise en scène Xavier Lemaire
  - Denis Podalydès, dans La Nuit des rois ou Tout ce que vous voulez, de William Shakespeare, adaptation Thomas Ostermeier, mise en scène Thomas Ostermeier

### Molière du comédien dans un spectacle de théâtre privé
- Benoit Solès, dans La Machine de Turing, de Benoit Solès, mise en scène Tristan Petitgirard
  - Nicolas Briançon, dans Le Canard à l'orange, de William Douglas-Home, adaptation Marc-Gilbert Sauvajon, mise en scène Nicolas Briançon
  - Bernard Campan, dans La Dégustation, d'Ivan Calbérac, mise en scène Ivan Calbérac
  - Lambert Wilson, dans Le Misanthrope, de Molière, mise en scène Peter Stein

### Molière de la comédienne dans un spectacle de théâtre public
- Marina Foïs, dans Les Idoles, de Christophe Honoré, mise en scène Christophe Honoré
  - Francine Bergé, dans L'Échange, de Paul Claudel, mise en scène Christian Schiaretti
  - Rachida Brakni, dans J'ai pris mon père sur mes épaules, de Fabrice Melquiot, mise en scène Arnaud Meunier
  - Florence Viala, dans La Locandiera, de Carlo Goldoni, mise en scène Alain Françon

### Molière de la comédienne dans un spectacle de théâtre privé
- Anne Bouvier, dans Mademoiselle Molière, de Gérard Savoisien, mise en scène Arnaud Denis
  - Isabelle Carré, dans La Dégustation, d'Ivan Calbérac, mise en scène Ivan Calbérac
  - Anne Charrier, dans Le Canard à l'orange, de William Douglas-Home, adaptation Marc-Gilbert Sauvajon, mise en scène Nicolas Briançon
  - Cristiana Reali, dans La Ménagerie de verre, de Tennessee Williams, mise en scène Charlotte Rondelez

### Molière du comédien dans un second rôle
- François Vincentelli, dans Le Canard à l'orange, de William Douglas-Home, adaptation Marc-Gilbert Sauvajon, mise en scène Nicolas Briançon
  - Pierre Benoist, dans Kean, d'Alexandre Dumas, adaptation Jean-Paul Sartre, mise en scène Alain Sachs
  - Sébastien Castro, dans Le Prénom, de Matthieu Delaporte et d'Alexandre de La Patellière, mise en scène Bernard Murat
  - Olivier Claverie, dans La Dégustation, d'Ivan Calbérac, mise en scène Ivan Calbérac
  - Jacques Fontanel, dans Kean, d'Alexandre Dumas, adaptation Jean-Paul Sartre, mise en scène Alain Sachs
  - Christophe Montenez, dans La Nuit des rois ou Tout ce que vous voulez, de William Shakespeare, adaptation Thomas Ostermeier, mise en scène Thomas Ostermeier

### Molière de la comédienne dans un second rôle
- Ophélia Kolb, dans La Ménagerie de verre, de Tennessee Williams, mise en scène Charlotte Rondelez
  - Sophie Artur, dans Le Canard à l'orange, de William Douglas-Home, adaptation Marc-Gilbert Sauvajon, mise en scène Nicolas Briançon
  - Sophie Bouilloux, dans Kean, d'Alexandre Dumas, adaptation Jean-Paul Sartre, mise en scène Alain Sachs
  - Brigitte Catillon, dans Le Misanthrope, de Molière, mise en scène Peter Stein
  - Annie Mercier, dans Thyeste de Sénèque, mise en scène Thomas Jolly
  - Sol Espeche, dans La Dama Boba – ou celle qu'on trouvait idiote, de Felix Lope de Vega, adaptation Benjamin Penamaria et Justine Heynemann, mise en scène Justine Heynemann

### Molière de la révélation masculine
- Valentin de Carbonnières, dans Sept morts sur ordonnance, d’après Jacques Rouffio et Georges Conchon, adaptation Anne Bourgeois et Francis Lombrail, mise en scène Anne Bourgeois
  - Harrison Arévalo, dans Les Idoles, de Christophe Honoré, mise en scène Christophe Honoré
  - Aurélien Chaussade, dans Qui a peur de Virginia Woolf ?, d'Edward Albee, mise en scène Panchika Velez
  - Rudy Milstein, dans J'aime Valentine mais bon..., de Rudy Milstein, mise en scène Mikaël Chirinian

### Molière de la révélation féminine
- Ariane Mourier, dans Le Banquet, de Mathilda May, mise en scène Mathilda May
  - Émeline Bayart, dans Fric-Frac, d'Édouard Bourdet, mise en scène Michel Fau
  - Alice Dufour, dans Le Canard à l'orange, de William Douglas-Home, adaptation Marc-Gilbert Sauvajon, mise en scène Nicolas Briançon
  - Justine Thibaudat, dans  Kean, d'Alexandre Dumas, adaptation Jean-Paul Sartre, mise en scène Alain Sachs

### Molière du théâtre public
- La Nuit des rois ou Tout ce que vous voulez, de William Shakespeare, adaptation Thomas Ostermeier, mise en scène Thomas Ostermeier, Comédie-Française, Salle Richelieu
  - Le Banquet, de Mathilda May, mise en scène Mathilda May, Arts Live Entertainment
  - Les Idoles, de Christophe Honoré, mise en scène Christophe Honoré, Comité dans Paris et Théâtre de Vidy
  - Kean, d'Alexandre Dumas, adaptation Jean-Paul Sartre, mise en scène Alain Sachs, BA Productions

### Molière du théâtre privé
- La Machine de Turing, de Benoit Solès, mise en scène Tristan Petitgirard, Théâtre Michel
  - Les Crapauds fous, de Mélody Mourey, mise en scène Mélody Mourey, Théâtre des Béliers parisiens et Le Splendid
  - La Ménagerie de verre, de Tennessee Williams, mise en scène Charlotte Rondelez, Théâtre de Poche Montparnasse
  - Mademoiselle Molière, de Gérard Savoisien, mise en scène Arnaud Denis, Théâtre Lucernaire et Théâtre Rive Gauche

### Molière de l'auteur francophone vivant
- Benoit Solès, pour La Machine de Turing
  - Pauline Bureau, pour Mon cœur
  - Virginie Despentes, pour King Kong Théorie
  - Christophe Honoré, pour Les Idoles.
  - Fabrice Melquiot, pour J'ai pris mon père sur mes épaules
  - Mélody Mourey, pour Les Crapauds fous

### Molière du metteur en scène d'un spectacle de théâtre public
- Mathilda May, pour Le Banquet, de Mathilda May
  - Pauline Bureau, pour Mon cœur, de Pauline Bureau.
  - Robert Lepage, pour Kanata – Episode I – La Controverse, de Robert Lepage
  - Thomas Ostermeier, pour La Nuit des Rois ou Tout ce que vous voulez, de William Shakespeare

### Molière du metteur en scène d'un spectacle de théâtre privé
- Tristan Petitgirard, pour La Machine de Turing, de Benoit Solès
  - Nicolas Briançon, pour Le Canard à l'orange, de William Douglas-Home, adaptation Marc-Gilbert Sauvajon
  - Mélody Mourey, pour Les Crapauds fous, de Mélody Mourey
  - Charlotte Rondelez, pour La Ménagerie de verre, de Tennessee Williams

### Molière de la comédie
- La Dégustation, d'Ivan Calbérac, mise en scène Ivan Calbérac, Théâtre de la Renaissance
  - Le Canard à l'orange, de William Douglas-Home, adaptation Marc-Gilbert Sauvajon, mise en scène Nicolas Briançon, Théâtre de la Michodière
  - Fric-Frac, d'Édouard Bourdet, mise en scène Michel Fau, Théâtre de Paris
  - Le Prénom, de Matthieu Delaporte et d'Alexandre de La Patellière, mise en scène Bernard Murat, Théâtre Édouard-VII

### Molière du spectacle musical
- Chance !, d'Hervé Devolder, mise en scène Hervé Devolder, Théâtre La Bruyère
  - Chicago, de Fred Ebb et John Kander, adaptation David Thompson (en) et Nicolas Engel, mise en scène Walter Bobbie, Tania Nardini et Véronique Bandelier, Théâtre Mogador
  - Opéraporno, de Pierre Guillois, mise en scène Pierre Guillois, Compagnie le Fils du Grand Réseau
  - Prévert, de Yolande Moreau et Christian Olivier, mise en scène Yolande Moreau et Christian Olivier, Astérios Spectacles

### Molière de l'humour
- Blanche Gardin, dans Bonne nuit Blanche, de Blanche Gardin, mise en scène Maïa Sandoz
  - Michèle Bernier, dans Vive demain !, de Marie Pascale Osterrieth et Michèle Bernier, mise en scène Marie Pascale Osterrieth
  - Florence Foresti, dans Épilogue, de Florence Foresti, Xavier Maingon et Pascal Series, mise en scène Florence Foresti
  - Caroline Vigneaux, dans Caroline Vigneaux croque la pomme, mise en scène Caroline Vigneaux

### Molière seul(e) en scène
- Girls and Boys, avec Constance Dollé, de Dennis Kelly, mise en scène Mélanie Leray, Théâtre du Petit-Saint-Martin
  - Le Fils, avec Emmanuelle Hiron, de Marine Bachelot Nguyen, mise en scène David Gauchard, Cie L'Unijambiste
  - Ich Bin Charlotte, avec Thierry Lopez, de Doug Wright, adaptation Marianne Groves, mise en scène Steve Suissa, Théâtre de Poche Montparnasse
  - Un Cœur simple, avec Isabelle Andréani, de Gustave Flaubert, adaptation Isabelle Andréani, mise en scène Xavier Lemaire, Théâtre de Poche Montparnasse

### Molière du jeune public
- M comme Méliès, d'Élise Vigier et de Marcial Di Fonzo Bo, mise en scène Élise Vigier et Marcial Di Fonzo Bo, Comédie de Caen/CDN de Normandie
  - Les Aventures de Tom Sawyer, de Ludovic-Alexandre Vidal et Julien Salvia, mise en scène David Rozen, Théâtre Mogador
  - Jules Verne, la comédie musicale, de Nicolas Nebot et Dominique Mattei, mise en scène Nicolas Nebot, Théâtre Édouard-VII
  - Verte, de Marie Desplechin, adaptation Léna Bréban et Alexandre Zambeaux, mise en scène Léna Bréban, Espace des arts – Scène nationale Chalon-sur-Saône

### Molière de la création visuelle
- Chapitre XIII, de Sébastien Azzopardi et Sacha Danino, mise en scène Sébastien Azzopardi, scénographie Père Alexandre Denis et Pauline Gallot, Théâtre Tristan-Bernard
  - Fric-Frac, d'Édouard Bourdet, mise en scène Michel Fau, Théâtre de Paris
  - Kanata – Episode I – La Controverse, mise en scène Robert Lepage, Théâtre du Soleil
  - Thyeste, de Sénèque, mise en scène Thomas Jolly, La Piccola Familia

## Audiences
La cérémonie réunit 596 000 téléspectateurs, soit 7,3 % du public. Elle fut notamment marquée par une irruption de Gilets jaunes sur scène, que France 2 a coupée au montage. 